# Jim Kelly (quarterback)
James Edward Kelly (Pittsburgh, Pensilvania, 14 de febrero de 1960) jugó fútbol americano como quarterback para los Buffalo Bills.
Kelly es considerado como uno de los mejores mariscales de campo en la historia de la NFL y posiblemente el mejor mariscal de campo en la corta historia de la USFL.
Fue seleccionado en el legendario draft de 1983, estaba ubicado después de John Elway en las expectativas. Utilizando la offensiva K-Gun conocida por sus formaciones en escopeta y sin reunión, Kelly llevó a los Bills a cuatro apariciones consecutivas en el Super Bowl en 1990, 1991, 1992 y 1993, aunque en las cuatro oportunidades fueron derrotados. En el año 2002, el primero en que aparecía en las votaciones fue inducido al Salón de la Fama de la NFL.

## Inicios

### University of Miami y USFL
Kelly creció en el pequeño pueblo de Pensilvania llamado East Brady a unas 55 millas de Pittsburgh. Fue seleccionado por los Buffalo Bills al terminar su participación colegial con la Universidad de Miami, donde tuvo un rol importante en llevar al programa de la universidad a convertirse en uno de los mejores de la nación. En lugar de enrolarse con los Bills, Kelly prefirió la USFL, donde jugó para los Houston Gamblers. En sus 2 temporadas en la USFL lanzó para 9,842 yardas y 83 touchdowns.
| Temporada | Equipo           | Registro (V-D) | Pase | Pase | Pase  | Pase  | Pase | Pase | Pase   | Carrera | Carrera | Carrera | Carrera |
| Temporada | Equipo           | Registro (V-D) | Comp | Att  | Comp% | Yds   | TDs  | Int  | Índice | Int     | Yds     | TDs     | Prom    |
| --------- | ---------------- | -------------- | ---- | ---- | ----- | ----- | ---- | ---- | ------ | ------- | ------- | ------- | ------- |
| 1979      | Miami Hurricanes | 5–6            | 48   | 104  | 46.2  | 721   | 5    | 6    | 108.7  | 37      | 53      | 2       | 1.4     |
| 1980      | Miami Hurricanes | 9–3            | 109  | 206  | 52.9  | 1519  | 11   | 7    | 125.7  | 61      | 36      | 2       | 0.6     |
| 1981      | Miami Hurricanes | 9–2            | 168  | 285  | 58.9  | 2403  | 14   | 14   | 136.2  | 72      | 5       | 3       | 0.1     |
| 1982      | Miami Hurricanes | 7–4            | 51   | 81   | 63.0  | 585   | 3    | 1    | 133.4  | 15      | 30      | 0       | 2.0     |
| Carrera   | Carrera          | 30–15          | 376  | 676  | 55.6  | 5,228 | 33   | 28   | 128.4  | 185     | 124     | 7       | 0.7     |

| Temporada | Equipo           | Registro (V-D) | Comp | Att   | Pct  | Yds   | TD | Int | Rate |
| --------- | ---------------- | -------------- | ---- | ----- | ---- | ----- | -- | --- | ---- |
| 1984      | Houston Gamblers | 13–5           | 370  | 587   | 63.0 | 5,219 | 44 | 26  | 98.2 |
| 1985      | Houston Gamblers | 10–8           | 360  | 567   | 63.5 | 4,623 | 39 | 19  | 97.9 |
| Totals    |                  | 23–13          | 730  | 1,154 | 63.3 | 9,842 | 83 | 45  | 98.0 |

## Buffalo Bills
Kelly ayudó a los Bills a emerger como uno de los mejores equipos en la NFL en la década de los 90's. Buffalo llegó a los playoffs en 8 de sus 11 temporadas como quarterback titular.  Kelly junto con su receptor primario en los Bills, Andre Reed, se encuentran entre los primeros de las listas de la NFL en diversas categorías a la ofensiva.

## Estadísticas profesionales
Todas las estadísticas y logros son cortesía de la NFL, Buffalo Bills y Pro-Football.

### Temporada regular
| Temporada | Equipo  | Juegos | Registro (V-D) | Pases | Pases | Pases | Pases  | Pases | Pases | Pases | Pases | Pases  | Acarreos | Acarreos | Acarreos | Acarreos | Acarreos | Capturas | Capturas | Fumbles | Fumbles |
| Temporada | Equipo  | Juegos | Registro (V-D) | Comp  | Att   | Pct   | Yds    | YPA   | Lg    | TD    | Int   | Índice | Att      | Yds      | Prom     | Lg       | TD       | Cap      | Yds      | Fum     | Perd    |
| --------- | ------- | ------ | -------------- | ----- | ----- | ----- | ------ | ----- | ----- | ----- | ----- | ------ | -------- | -------- | -------- | -------- | -------- | -------- | -------- | ------- | ------- |
| 1986      | BUF     | 16     | 4-12           | 285   | 480   | 59.4  | 3,593  | 7.5   | 84    | 22    | 17    | 83.3   | 41       | 199      | 4.9      | 20       | 0        | 43       | 330      | 7       | --      |
| 1987      | BUF     | 12     | 6-6            | 250   | 419   | 59.7  | 2,798  | 6.7   | 47    | 19    | 11    | 83.8   | 29       | 133      | 4.6      | 24       | 0        | 27       | 239      | 6       | --      |
| 1988      | BUF     | 16     | 12-4           | 269   | 452   | 59.5  | 3,380  | 7.5   | 66    | 15    | 17    | 78.2   | 35       | 154      | 4.4      | 20       | 0        | 30       | 229      | 5       | --      |
| 1989      | BUF     | 13     | 6-7            | 228   | 391   | 58.3  | 3,130  | 8.0   | 78    | 25    | 18    | 86.2   | 29       | 137      | 4.7      | 19       | 2        | 30       | 216      | 6       | --      |
| 1990      | BUF     | 14     | 12-2           | 219   | 346   | 63.3  | 2,829  | 8.2   | 71    | 24    | 9     | 101.2  | 22       | 63       | 2.9      | 15       | 0        | 20       | 158      | 4       | --      |
| 1991      | BUF     | 15     | 13-2           | 304   | 474   | 64.1  | 3,844  | 8.1   | 77    | 33    | 17    | 97.6   | 20       | 45       | 2.3      | 12       | 1        | 31       | 227      | 6       | 0       |
| 1992      | BUF     | 16     | 11-5           | 269   | 462   | 58.2  | 3,457  | 7.5   | 65    | 23    | 19    | 81.2   | 31       | 53       | 1.7      | 10       | 1        | 20       | 145      | 8       | 4       |
| 1993      | BUF     | 16     | 12-4           | 288   | 470   | 61.3  | 3,382  | 7.2   | 65    | 18    | 18    | 79.9   | 36       | 102      | 2.8      | 17       | 0        | 25       | 171      | 7       | 3       |
| 1994      | BUF     | 14     | 7-7            | 285   | 448   | 63.6  | 3,114  | 7.0   | 83    | 22    | 17    | 84.6   | 25       | 77       | 3.1      | 18       | 1        | 34       | 244      | 11      | 6       |
| 1995      | BUF     | 15     | 10-5           | 255   | 458   | 55.7  | 3,130  | 6.8   | 77    | 22    | 13    | 81.1   | 17       | 20       | 1.2      | 17       | 0        | 26       | 181      | 7       | 4       |
| 1996      | BUF     | 13     | 8-5            | 222   | 379   | 58.6  | 2,810  | 7.4   | 67    | 14    | 19    | 73.2   | 19       | 66       | 3.5      | 22       | 2        | 37       | 287      | 9       | 4       |
| Carrera   | Carrera | 242    | 101-59         | 2,874 | 4,779 | 60.1  | 35,467 | 7.4   | 85    | 237   | 175   | 84.4   | 304      | 1,049    | 3.5      | 24       | 7        | 323      | 2,427    | 76      | 21      |

### Playoffs
| Temporada | Equipo  | Juegos | Registro (V-D) | Pases | Pases | Pases | Pases | Pases | Pases | Pases | Pases | Pases  | Acarreos | Acarreos | Acarreos | Acarreos | Acarreos | Capturas | Capturas | Fumbles | Fumbles |
| Temporada | Equipo  | Juegos | Registro (V-D) | Comp  | Att   | Pct   | Yds   | YPA   | Lg    | TD    | Int   | Índice | Att      | Yds      | Prom     | Lg       | TD       | Cap      | Yds      | Fum     | Perd    |
| --------- | ------- | ------ | -------------- | ----- | ----- | ----- | ----- | ----- | ----- | ----- | ----- | ------ | -------- | -------- | -------- | -------- | -------- | -------- | -------- | ------- | ------- |
| 1988      | BUF     | 2      | 1-1            | 33    | 63    | 52.4  | 407   | 6.5   | 53    | 1     | 4     | 51.5   | 5        | 28       | 5.6      | 10       | 0        | 4        | 34       | 0       | --      |
| 1989      | BUF     | 1      | 0-1            | 28    | 54    | 51.9  | 405   | 7.5   | 72    | 4     | 2     | 85.8   | 1        | 5        | 5.0      | 5        | 0        | 1        | 1        | 0       | --      |
| 1990      | BUF     | 3      | 2-1            | 54    | 82    | 65.9  | 851   | 10.4  | 61    | 5     | 2     | 110.4  | 13       | 72       | 5.5      | 16       | 0        | 1        | 7        | 2       | --      |
| 1991      | BUF     | 3      | 2-1            | 64    | 118   | 54.2  | 665   | 5.6   | 53    | 5     | 9     | 53.1   | 6        | 27       | 4.5      | 10       | 0        | 7        | 59       | 3       | --      |
| 1992      | BUF     | 2      | 1-1            | 21    | 31    | 67.7  | 259   | 8.4   | 40    | 1     | 4     | 64.5   | 3        | 4        | 1.3      | 4        | 0        | 3        | 11       | 0       | --      |
| 1993      | BUF     | 3      | 2-1            | 75    | 114   | 65.8  | 707   | 6.2   | 28    | 2     | 1     | 84.9   | 9        | 10       | 1.1      | 8        | 0        | 6        | 40       | 1       | --      |
| 1995      | BUF     | 2      | 1-1            | 26    | 51    | 51.0  | 330   | 6.5   | 37    | 2     | 5     | 45.0   | 3        | -3       | -1.0     | -1       | 0        | 2        | 6        | 0       | --      |
| 1996      | BUF     | 1      | 0-1            | 21    | 32    | 65.6  | 239   | 7.5   | 25    | 1     | 1     | 85.3   | 4        | 18       | 4.5      | 15       | 0        | 1        | 10       | 1       | --      |
| Carrera   | Carrera | 17     | 9-8            | 322   | 545   | 59.1  | 3,863 | 7.1   | 72    | 21    | 28    | 72.3   | 44       | 161      | 3.7      | 16       | 0        | 25       | 168      | 9       | --      |

### Super Bowl
| Temporada | Equipo  | Rival   | Edición | Resultado | Pases | Pases | Pases | Pases | Pases | Pases | Pases | Pases  | Acarreos | Acarreos | Acarreos | Acarreos | Capturas | Capturas | Fumbles | Fumbles |
| Temporada | Equipo  | Rival   | Edición | Resultado | Comp  | Att   | Pct   | Yds   | YPA   | TD    | Int   | Índice | Att      | Yds      | Prom     | TD       | Cap      | Yds      | Fum     | Perd    |
| --------- | ------- | ------- | ------- | --------- | ----- | ----- | ----- | ----- | ----- | ----- | ----- | ------ | -------- | -------- | -------- | -------- | -------- | -------- | ------- | ------- |
| 1990      | BUF     | NYG     | XXV     | P 19-20   | 18    | 30    | 60.00 | 212   | 7.07  | 0     | 0     | 81.5   | 6        | 23       | 3.83     | 0        | 1        | 7        | --      | --      |
| 1991      | BUF     | WAS     | XXVI    | P 24-37   | 28    | 58    | 48.28 | 275   | 4.74  | 2     | 4     | 44.8   | 3        | 16       | 5.33     | 0        | 5        | 46       | --      | --      |
| 1992      | BUF     | DAL     | XXVII   | P 17-52   | 4     | 7     | 57.14 | 82    | 11.71 | 0     | 2     | 58.9   | 0        | 0        | 0.00     | 0        | 2        | 10       | --      | --      |
| 1993      | BUF     | DAL     | XXVIII  | P 13-30   | 31    | 50    | 62.00 | 260   | 5.20  | 0     | 1     | 67.1   | 2        | 12       | 6.00     | 0        | 3        | 33       | --      | --      |
| Carrera   | Carrera | Carrera | 4       | 0-4       | 81    | 145   | 55.86 | 829   | 7.18  | 2     | 7     | 63.08  | 11       | 51       | 4.64     | 0        | 11       | 96       | --      | --      |

## Récords y logros
Jim Kelly ostenta los siguientes récords de todos los tiempos de la NFL:
- Más yardas promedio por pase completo en un juego (44), el 10 de septiembre de 1995 contra Carolina.
- Mejor calificación de pasador en una temporada, 101.2 en 1990. (El récord actual es de Aaron Rodgers, con 122.5 en 2011)
- Más intentos de pase en un Super Bowl (58, Super Bowl XXVI).
- Más pases completos en un Super Bowl (31, Super Bowl XXVIII. Tom Brady lo superó con 32 en el Super Bowl XXXVIII).

Además consiguió:
- Líder en pases para touchdown en 1991 (33).
- 4 apariciones en el ProBowl (1987,1990-1992).
- 4 apariciones consecutivas en Super Bowl.
- 81 pases completos en Super Bowl (solo detrás de Joe Montana).

Finalizó sus once años de carrera en la NFL con los siguientes números que son récords para un quarterback de los Buffalo Bills
- 2,874 completos.
- 4,779 intentos.
- 35,467 yardas.
- 237 touchdowns.
- 175 interceptions.

Además corrió para 1,049 yardas y 7 touchdowns.
El 3 de agosto de 2002, Kelly fue inducido al Salón de la Fama del Fútbol Americano Profesional en el primer año de su eligibilidad. Su entrenador en los Buffalo Bills y también miembro del Salón de la Fama Marv Levy fue el presentador en la ceremonia.

## Vida personal
Kelly dedicó mucha de su vida en el retiro a su hijo Hunter, quien fue diagnosticado con la enfermedad de Krabbe poco después de su nacimiento el 14 de febrero de 1997. Hunter murió a causa de la enfermedad el 5 de agosto de 2005.
Para honrar a su hijo Kelly creó en 1997 una organización sin fines de lucro (Hunter's Hope). Su dedicación en favor de los pacientes de Krabbes ha incrementado la atención nacional en la enfermedad.  
Kelly reside en Orchard Park, New York, con su esposa e hijos.